# إيلا غرينوود
إيلا غرينوود (بالإنجليزية: Ella Greenwood)‏ هي مخرجة وممثلة بريطانية، ولدت في 30 أبريل 2001 في لندن في المملكة المتحدة.

## وصلات خارجية
- الموقع الرسمي
- إيلا غرينوود على موقع IMDb (الإنجليزية)
- إيلا غرينوود على موقع قاعدة بيانات الفيلم (الإنجليزية)